# Cumanotus
Cumanotus är ett släkte av snäckor. Cumanotus ingår i familjen Cumanotidae.
Cumanotus är enda släktet i familjen Cumanotidae.
Kladogram enligt Catalogue of Life:
| Cumanotus | \| \| Cumanotus beaumonti \| \| \| \| \| \| Cumanotus fernaldi \| \| \| \| |
|           | \| \| Cumanotus beaumonti \| \| \| \| \| \| Cumanotus fernaldi \| \| \| \| |
|           | Cumanotus beaumonti                                                        |
|           |                                                                            |
|           | Cumanotus fernaldi                                                         |
|           |                                                                            |